# Thoriosa
Genre
Thoriosa est un genre d'araignées aranéomorphes de la famille des Ctenidae.

## Distribution
Les espèces de ce genre se rencontrent à Sao Tomé-et-Principe, en Guinée équatoriale et en Sierra Leone.

## Liste des espèces
Selon World Spider Catalog (version 21.5, 03/01/2021) :
- Thoriosa fulvastra Simon, 1909
- Thoriosa spadicea (Simon, 1909)
- Thoriosa spinivulva (Simon, 1909)
- Thoriosa taurina (Simon, 1909)

## Publication originale
- Simon, 1909 : « Arachnides recueillis par L. Fea sur la côte occidentale d'Afrique. 2e partie. » Annali del Museo Civico di Storia Naturale di Genova, vol. 44, p. 335-449 (texte intégral).